# Thaicom 3
O Thaicom 3 foi um satélite de comunicação geoestacionário tailandês da série Thaicom construído pela Aérospatiale, na maior parte de sua vida ele esteve localizado na posição orbital de 78,5 graus de longitude leste e era operado pela Thaicom. O satélite foi baseado na plataforma Spacebus-3000A e sua expectativa de vida útil era de 14. O mesmo saiu de serviço em 02 de outubro de 2006, após sofrer falhas elétricas anos atrás e foi transferido para uma órbita cemitério.

## História
O Thaicom 3 é um satélite estabilizado por três eixos com uma capacidade de carga de 25 transponders em banda C e 14 em banda Ku. O feixe Global de cobertura do Thaicom 3 abrangia mais de quatro continentes e podia atender os usuários na Ásia, Europa, Austrália e África.
O satélite Thaicom 3 teve uma anomalia detectada em seu sistema de energia em 2003. Isso causou interrupções temporárias em alguns dos serviços dos clientes. Alegadamente, a causa da falha foi um curto-circuito no mecanismo de acionamento dos painéis solares. Estes problemas forçou uma aposentadoria precoce da nave espacial, que foi substituído no ano de 2006 pelo Thaicom 5. O mesmo foi aposentado em 02 de outubro de 2006.

## Lançamento
O satélite foi lançado com sucesso ao espaço no dia 17 de março de 1997, por meio de um veículo Ariane-44LP H10-3, lançado a partir do Centro Espacial de Kourou, na Guiana Francesa, juntamente com o satélite BSAT-1A. Ele tinha uma massa de lançamento de 2.652 kg.

## Capacidade e cobertura
O Thaicom 3 era equipado com 25 transponders em banda C e 14 em banda Ku para fornecer serviços de telecomunicações via satélite para a Ásia, Europa, Oceania e África.